# Радиочестотна идентификация
Радиочестотната идентификация (англ. Radio-Frequency IDentification, RFID) е един от методите за автоматична идентификация и събиране на данни, в този случай за автоматично дистанционно идентифициране на обекти чрез RF комуникация. RFID се ползва най-често за етикетиране и идентифициране на мобилни обекти като стоки в магазин, пощенски пратки, маркиране на животни (например домашни любимци или при биологични изследвания) и позволява те да бъдат проследявани при движение от едно място на друго. RFID технологията включва комуникационна мрежа за локализация и идентификация и малки (често пъти по-малки от нокът) компоненти хардуер, наречени RFID микрочип, радио-имплант или идентификатор, които могат да се реализират като процесорен чип, като FPGA интегрална схема за кодиране на комуникации и др.
RFID системите може да се ползват както за съхранение на данни и информация върху чип, така и като обикновени четци на данни. RFID системите са създадени като алтернатива на баркода (щрихкода). В сравнение с щрихкода, RFID идентификацията позволява обектите да бъдат сканирани от значително по-голямо разстояние, поддържа съхранение на данни и позволява проследяване на повече информация за даден обект.

## Принцип на действие
Технологията е базирана на радиочестотна комуникация между специално изработен идентификатор (етикет, таг, карта, ключодържател, стикер и т.н.) и четящо устройство. Всеки идентификатор съдържа чип със записан уникален номер и антена. В зависимост от конфигурацията на системата при „прочитане“ на номера може да се предприеме действие – например да бъде задействана врата, бариера или друго устройство – или информацията да бъде подадена към компютър. Някои типове RFID устройства позволяват многократен запис на информация, с което възможностите за тяхното използване допълнително се разширяват. Разстоянието, от което може да бъде „прочетен“ идентификатора зависи от много фактори като честота, форма и размер на антените, околна среда и др. и може да достигне до десетки метри при използване на активни RFID идентификатори.
Често RFID идентификаторите са наричани баркодовете на 21 век, но това определение е доста непълно. Възможностите, които тази технология предлага, са несравнимо по-големи от тези на баркода:
- информацията може да бъде ”четена“ от разстояние и без пряка видимост (при внасянето на стоката в склада, директно на рафтове или поточни линии);
- могат да бъдат идентифицирани голям брой стоки едновременно;
- идентификаторите могат да съдържат по-голямо количество информация;
- четенето може да се извършва без човешка намеса;
- идентификаторите са устойчиви на външни влияния (температура, влага, химикали и др.);
- възможен е многократен запис на информация през целия жизнен цикъл на изделието.

Една от глобалните инициативи в тази насока е EPC GlobalАрхив на оригинала от 2008-11-20 в Wayback Machine., обединяваща водещи фирми и целяща създаване на единна система за маркиране на всяка отделна стока, като информацията ще е достъпна през интернет. Очевидно реализацията на този проект ще отнеме време, но подобни системи вече функционират в някои от най-големите световни търговски центрове като Wal-Mart, Metro, както и Министерство на отбраната на САЩ.
Независимо от различията в изпълнението, честотата и софтуера, всяка RFID система работи с определена работна честота.

## Работна честота

### Ниска честота – Low Frequency (LF)
Честоти между 30 и 300 kHz се приемат за ниски. Обикновено LF RFID системите функционират на 125 kHz, по-рядко – на 134 kHz. LF устройствата имат ниска скорост на обмен на данните между идентификатора и четеца, но са много устойчиви в близост до метал, течности, сняг и др. Стабилното поведение на тези устройства в неблагоприятна среда е много важна тяхна характеристика, способстваща за широкото им разпространение. LF системите, работещи на 125 kHz са най-разпространените в Европа (включително България), като системите за контрол на достъп са най-типичното им приложение.

### Висока честота – High Frequency (HF)
Честоти между 3 и 30 MHz. Стандартната честота за HF RFID система е 13,56 MHz. Този тип системи са широко разпространени, като техните характеристики са регламентирани и от международните стандарти ISO 15693 и ISO 14443. Това дава широки перспективи пред използването на HF устройства в различни области и улеснява въвеждането на такива системи. Сред недостатъците е нестабилното поведение на 13,56 MHz идентификатори в близост до метал или течности, но това не е пречка за използването им в голям брой приложения за проследяване на стоки и материални активи, в библиотеки, в текстилната индустрия, за електронни разплащания и много други.

### Ултра висока честота – Ultra High Frequency (UHF)
Честоти между 300 MHz и 1 GHz. Типичната честота за пасивна UHF система. В Европа е между 865,7 – 867,5 MHz, в САЩ: 902,75 – 927,75 MHz, в Тайланд: 922,25 – 927,75 MHz. Активните UHF системи функционират на 315 или 433 MHz. Бързият трансфер на данни и ниската цена на идентификаторите са важни предимства на UHF. Основният недостатък е зависимостта им от средата и най-вече смущенията в работата в присъствието на метали и течности.

### Микровълнова честота
Честоти над 1 GHz. Стандартно се използват 2,45 или 5,8 GHz. Идентификаторите могат да бъдат с много малки размери, трансферът на данни е най-бърз в сравнение с другите честоти, но металите и течностите са сериозна пречка за използването на микровълновите системи.

## Компоненти
Всяка RFID система се състои от следните компоненти:

### Идентификатор
RFID идентификаторите притежават антена за предаване и получаване на радио-сигнали. Пасивните RFID чипове нямат собствено захранване, докато активните имат. RFID чиповете може да се прикрепят към обектите (етикет, таг, карта, ключодържател, стикер и т.н), като пасивните могат дори да бъдат инжектирани в обектите.
RFID идентификаторите могат да бъдат класифицирани по различни признаци:

#### Форма
- стандартна смарт карта (ISO 7816 – 1) с размери 86 x 54 x 0,76 mm;
- Clamshell карта с размери 86 x 54 x 1,8 mm;
- ключодържател – различни форми и размери;
- стикер;
- часовник;
- диск;
- стъклена ампула – за имплантиране под кожата на животни;
- дюбел, пирон и др.

#### Захранване
- пасивни – нямат вградено захранване (батерия). Простото им устройство ги прави много дълготрайни, с живот около 10 години, както и много устойчиви на външни условия (температура, влага, химикали и т.н.). Цената им е ниска, сравнена с другите видове идентификатори, но отстъпват по разстояние на четене.
- активни – имат собствено захранване, вградено в идентификатора. Това им позволява по-голямо разстояние на четене и възможност за вграждане на микропроцесор и извършване на допълнителни функции (измерване на температура, следене на определени параметри).
- полу-пасивни – имат захранване, подобно на активните идентификатори. Батерията подобрява дистанцията на четене. Някои от тях изчакват сигнал от четеца и така пестят живота на батерията.

#### Възможности за четене и запис
- само за четене, Read Only (RO) – в процеса на производството с помощта на лазер в чипа се записва уникален номер, който не може да бъде променян впоследствие. Имат широко приложение поради ниската си цена и простотата на използването им. При комуникация с четеца RO идентификаторите изпращат номера си, и така идентифицират преносителя си.
- еднократен запис, многократно четене, Write Once Read Many (WORM) – записът се извършва при първото използване на идентификатора. Имат добро съотношение цена/производителност, поради което имат широко разпространение за бизнес приложения.
- за четене и запис, Read Write (RW) – могат да бъдат презаписвани много пъти (10 – 100 000, дори и повече). Записът може да се извършва както от четеца, така и от самия идентификатор при използване на активен тип. Могат да бъдат използвани за много различни приложения, но разпространението им е ограничено от все още високата цена.

### Четец
Системата ползва специално устройство, наречено „RFID четец“. Той е основен компонент на RFID системите, който комуникира с идентификатора и извършва четенето и записа. В различните приложения той може да съдържа в себе си антена, контролер, памет. За някои по-прости приложения, като контрол на достъп до жилищни сгради, асансьори, четецът може да е изпълнен като самостоятелно устройство, без връзка към компютър и софтуер. За мобилни приложения се използват ръчни терминали, често с допълнителни възможности на джобен компютър.
Винаги когато четецът сканира за обекти в своя работен обхват, той изпраща контролни сигнали до обекта, при което RFID чипът предава заявената информация, като напр. идентификационен номер и дата на производство на продукта (пасивните RFID чипове извличат енергията, необходима за изпращане на отговора, от входния сигнал). Четецът на свой ред извежда на дисплей така получените данни за разчитане от оператор или предава данните по-нататък на централизирана мрежова компютърна система.

#### Антена
Антената предава електромагнитен сигнал от четеца към идентификатора, който връща отговор към четеца. По този начин се изпраща и получава информация. Правилното разполагане и геометрия на антената са особено важни за разстоянието на четене. Размерите и видът на антените са свързани с работната честота на RFID системата. Често антената е интегрирана в четеца.

#### Контролер
Контролерът е модулът, позволяващ комуникация и контрол на четеца от компютър. Присъствието му в системите е задължително, ако е необходимо използване на информацията, прочетена от идентификаторите в компютърни системи. Контролерът предава инструкциите към идентификаторите и в случай на запис.

### Софтуер
Софтуерът извършва обработка, съхраняване и визуализиране на информацията в RFID системите. Вариантите за софтуер са различни в зависимост от приложенията:
- регистриране на вход/изход в сграда, ограничаване на достъп и отчитане на време;
- регистриране на стоки и заприходяване в склад;
- проследяване на движение на идентификатор в производствена верига и др.

На база на натрупаната информация могат да бъдат подготвяни справки, да бъде изпращана информация към друга система, да се подават инструкции към контролера и т.н.
Комуникационната инфраструктура за свързване на сървъра с останалите компоненти на системата може да бъде осъществена безжично, чрез локална мрежа, сериен интерфейс и др.

## Проблеми и предизвикателства
- радиовълните понякога срещат затруднения в разпространението си, например при наличие на метални обекти.
- все още се работи по унифицирането на стандартите
- поради „подмолния“ характер на системата, както и поради способността за предаване на относително сложни и комплексни съобщения и структури от данни възникват някои етични проблеми и въпроси за неприкосновеност на личните данни и за правото на лично пространство.

RFID се използва вече рутинно като импланти за животни. В САЩ се провеждат също така и доброволни експерименти с поставянето на импланти в хора.